# グランドフリート
グランドフリート（Grand Fleet）は、第一次世界大戦中のイギリス海軍の主力艦隊である。1914年8月に設立され、1919年4月に解散した。オークニー諸島のスカパ・フローを母港とした。

## 歴史
1914年8月に第1艦隊および本国艦隊の一部から編成された第2艦隊より構成され、25から35隻の近代的な主力艦が配備された。初代司令長官はサー・ジョン・ジェリコーが務めた。
第10巡洋戦隊はシェトランド諸島とノルウェーの間の北方警備を行い、クロマーティとロサイスではドイツ封鎖を強化するために第2の戦線を形成し、ドイツ艦隊の監視を行った。北海の北の出口を遠隔で封鎖する指揮は複雑であったため、1914年8月7日に指揮権が基地提督からジョン・ジェリコー司令長官に委譲された。司令官と基地提督の負担を軽減するため、島の防衛、海軍基地、沿岸の任務を指揮する北部諸島の提督の官職が作られた。
グランドフリートは第一次世界大戦が開戦してからほぼ1年の間、ブリテン諸島の西海岸を哨戒して過ごした。その間、スカパ・フローに対する潜水艦や駆逐艦による攻撃の可能性に大きな懸念を抱いていたジェリコーは、スカパ・フローの防御を強化した。まず南の島々の間の多くの入り江に60隻以上の閉塞船を配置し、潜水艦用防鎖を用意した。更に機雷原、砲台、コンクリート防壁によって補強した。
1916年12月、司令長官がジェリコーからサー・デイヴィッド・ビーティーに引き継がれた。
グランドフリートは当初オークニー諸島のスカパ・フローを母港とし、後にフォース湾のロサイスに本拠地を置いた。1916年6月には戦争最大の艦隊行動であるユトランド沖海戦に参加した。
ユトランド沖海戦の後、ドイツ大洋艦隊は戦争末期の2年間、ヴィルヘルムスハーフェンとキールの基地からほとんど出撃せず、イギリス艦隊と交戦することはなかった。
ドイツの敗戦後、帝国ドイツ海軍（Kaiserliche Marine）の大洋艦隊の74隻は、ヴェルサイユ条約によりスカパ・フローに抑留された。
1919年4月、グランドフリートは解体され、その戦力の多くは新しい大西洋艦隊へ配備された。
抑留されたドイツの戦艦の大半は、スカパ・フローにて自沈した。

## 戦力

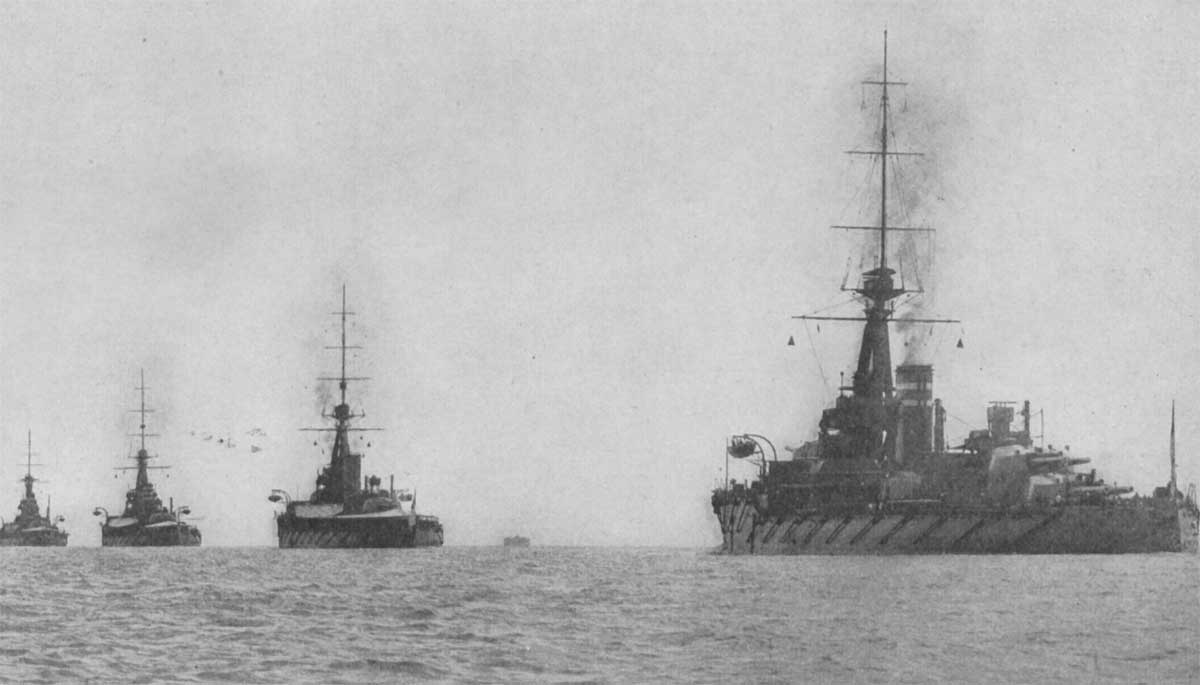
1914年当時のグランドフリート第2戦隊。左から順にキング・ジョージ5世、サンダラー、モナーク、コンカラー

艦船はメンテナンスや修理が必要であったため、一度にすべての船がグランドフリートで運用出来るわけではなかった。1916年5月のユトランド沖海戦の時点では、32隻の弩級戦艦と超弩級戦艦を保有していた。このうち、28隻がユトランド沖海戦の戦列に名を連ねていた。
実際の艦隊戦力は戦争を通じて新造船の建造や他の船が譲渡されたり沈没するなどしたため変動したが、戦艦の数は着実に増加し、ドイツ艦隊に対する優位性を拡大した。アメリカが参戦すると、アメリカ艦隊第9戦艦戦隊は第6戦艦戦隊としてグランドフリートに所属し、4隻、後に5隻の弩級戦艦が加わった。

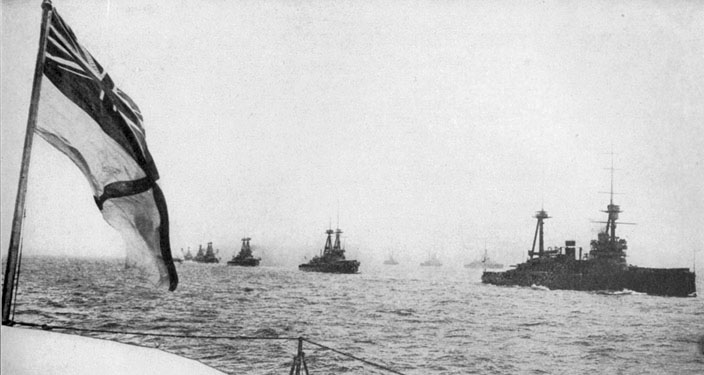
第一次世界大戦中、並列に航行するグランドフリート。

1918年の終戦時のグランドフリートの戦力は35隻の弩級戦艦と11隻の巡洋戦艦であった。このうち5隻はアメリカ海軍、1隻はオーストラリア海軍のオーストラリアであった。それぞれ4隻から10隻の艦船からなる5つの戦隊と旗艦クイーン・エリザベス、3つの巡洋戦隊、水上機母艦の「飛行隊」、6つの駆逐艦戦隊、その他に別の駆逐艦戦隊と掃海艇戦隊3隊を有していた。戦闘巡洋艦隊は2つの戦隊と旗艦ライオン（合計9隻）、5つの巡洋艦戦隊（21隻）であった。